# Frédéric Joliot-Curie
Frédéric Joliot-Curie (19. března 1900 Paříž – 14. srpna 1958 Paříž) byl francouzský fyzik, držitel Nobelovy ceny za chemii, kterou spolu se svou ženou Irène Joliot-Curie obdržel v roce 1935 za syntézu nových radioaktivních prvků.
Během německé okupaci Paříže se aktivně účastnil odboje. Podílel se na založení Výboru národní fronty. V roce 1942 vstoupil do Francouzské komunistické strany (PCF). Zastával funkci ředitele Národního centra pro vědecký výzkum (1945) a poté se stal prvním Vysokým komisařem pro atomovou energii (1946). V roce 1948 stál v čele stavby prvního francouzského jaderného reaktoru. Z politických důvodů byl v roce 1950 zbaven svých funkcí. Stále však vedl své laboratoře a byl zvolen prezidentem Světové rady míru. V roce 1956 nastoupil na místo po své mrtvé manželce a stal se vedoucím katedry jaderné fyziky na Pařížské univerzitě a ředitelem Radiového institutu.
Byl členem Francouzské akademie věd a Francouzské lékařské akademie. Působil v řadě zahraničních vědeckých akademií a společností. Vlastnil čestné doktoráty několika univerzit. Byl vyznamenán Válečným křížem a jmenován komandérem Řádu čestné legie.
Byl zetěm Pierra Curie a Marie Curie-Skłodowské.

## Život
Frédéric Joliot se narodil jako šesté dítě do rodiny obchodníka Henri Joliota. Studoval na Lycée Lakanal. Krátce chodil na městskou školu Lavoisier. Technické vzdělání získal na École supérieure de physique et de chimie industrielles de la ville de Paris. Mezi jeho učitele patřil i Paul Langevin. Promoval v roce 1923 a za své studijní výsledky získal medaili Pierra Curieho.
Po absolvování vojenské služby pracoval krátký čas v továrně Arbed. V říjnu 1925 byl přijal na doporučení Paula Langevina a získal stipendium do  Radiového institutu (L´institut du Radium), který vedla Marie Curie-Skłodowská. Zde se seznámil s Irene Curie. Současně učil na Vyšší odborné škole elektrotechnické (École d'Électricité Industrielle Charliat). V roce 1930 obhájil disertační práci o elektrochemii radioaktivních prvků a získal titul doktor věd. V roce 1935 se stal docentem na pařížské Přírodovědecké fakultě.

### Vědecká kariéra
Dne 4. října 1926 se oženil s Irene Curie. S manželkou spolupracovali a od roku 1928 signovali vědecké práce společně. Svoje úsilí zaměřili na rozsáhlý výzkum struktury atomu. Získali radioaktivní izotopy prvků dusíku, fosforu a hliníku. Frederik a Irène Joliot-Curie stáli za objevem a metodou výroby umělých radioaktivních izotopů (umělá radioaktivita). Na jejich metodu navázal italský fyzik Enrico Fermi. Za svůj objev získali oba fyzici v roce 1935 Nobelovu cenu za chemii.
V roce 1937 byl na Collège de France jmenován profesorem a stal se vedoucím nové laboratoře jaderné chemie. Opustil Radiový institut a postavil první cyklotron v západní Evropě. Po objevu štěpné jaderné reakce pracoval s kolektivem spolupracovníků na konstrukci jaderného reaktoru s použitím uranu a těžké vody. Mezi lety 1939 až 1940 bylo podáno pět patentů. Po německé okupaci Paříže zorganizoval evakuaci svých laboratoří do Clermont-Ferrand a odjezd spolupracovníků do Anglie. V roce 1943 se stal členem Francouzské lékařské akademie.

### Aktivní během války
Vedle vědecké práce se zajímal také o sociální otázky. V roce 1934 vstoupil do Výboru pro bdělost antifašistických intelektuálů (CVIA) a Socialistické strany. Od roku 1936 byl členem Ligy pro lidská práva a členem výboru univerzitní Národní fronty založeném v červnu 1941. Podle jeho životopisců vstoupil na jaře roku 1942 do Francouzské komunistické strany. Během války byl prezidentem Národní fronty a jeho aktivity ho zavedly do ilegality. Opustil  Paříž a vrátil se za několik týdnů v srpnu 1944. V rámci pařížského povstání jeho laboratoř připravovala výbušniny.

### Poválečná kariéra
Záhy po osvobození byl zvolen do Francouzské akademie věd. V roce 1945 byl jmenován ředitelem Národního centra pro vědecký výzkum. V roce 1946 zastupoval Francii jako Vysoký komisař pro atomovou energii v Komisi pro atomovou energii Organizace spojených národů. Pokračováním jeho vědecké práce bylo uvedení prvního atomového bloku Zoé do provozu v roce 1948. Následující rok zahájil výstavbu Centra jaderného výzkumu v Saclay.
V dubnu 1950, během vrcholící studené války, byl vládou premiéra Georges Bidaulta odvolán z funkce Vysokého komisaře pro atomovou energii. Záminkou se stal jeho projev na dvanáctém sjezdu PCF v Gennevilliers, kde se mimo jiné prohlásil za „komunistického vědce“. Patřil také k zakladatelům hnutí „Bojovníci za svobodu a mír“, které se připojilo ke Světovému kongresu intelektuálů za mír. V dubnu roku 1949 jako předsedající Světového kongresu partyzánů za mír v pařížském Salle Pleyel odsoudil hrozby války s tím, že věda by měla sloužit mírovým účelů. Patřil k prvním signatářům Výzvy požadující zákaz atomových zbraní.
Na počátku padesátých let se nadále aktivně angažoval v mírovém hnutí. Na druhém světovém kongresu partyzánů za mír ve Varšavě (1950) byl zvolen prezidentem nové Mírové rady. V roce 1951 obdržel Stalinovu cenu míru. Během korejské války se angažoval v kampani proti bakteriologické válce. V roce 1956 se stal po smrti své manželky jejím nástupcem ve funkci vedoucího katedry jaderné fyziky na Pařížské univerzitě a také ředitelem Radiového institutu. V roce 1957 vedl Orsayovo centrum jaderné fyziky. V následujícím roce byla pod jeho vedením dokončena montáž synchrocyklotronu (speciální typ cyklotronu) v Orsay.
V červenci roku 1958 předsedal stockholmskému Kongresu pro odzbrojení a mezinárodní spolupráci, kde byl opět jmenován prezidentem Světové rady míru. Dne 14. srpna 1958 zemřel v pařížské nemocnici Saint-Antoine. Státní pohřeb se konal dne 19. srpna 1958 na hlavním nádvoří Sorbonny.

## Připomenutí jeho památky
Československá poštovní správa vydala v roce 1959 na připomenutí jeho památky poštovní známku v nominální hodnotě 60 haléřů. Obdobně na jeho památku vydala Německá demokratická republika v roce 1980 poštovní známku v nominální hodnotě 10 feniků. Je po něm pojmenována ulice ve Znojmě, kráter Joliot na Měsíci a např. zastávka metra v bulharské Sofii, otevřená v roce 2009.